# Hosszúaszó (Fehér megye)

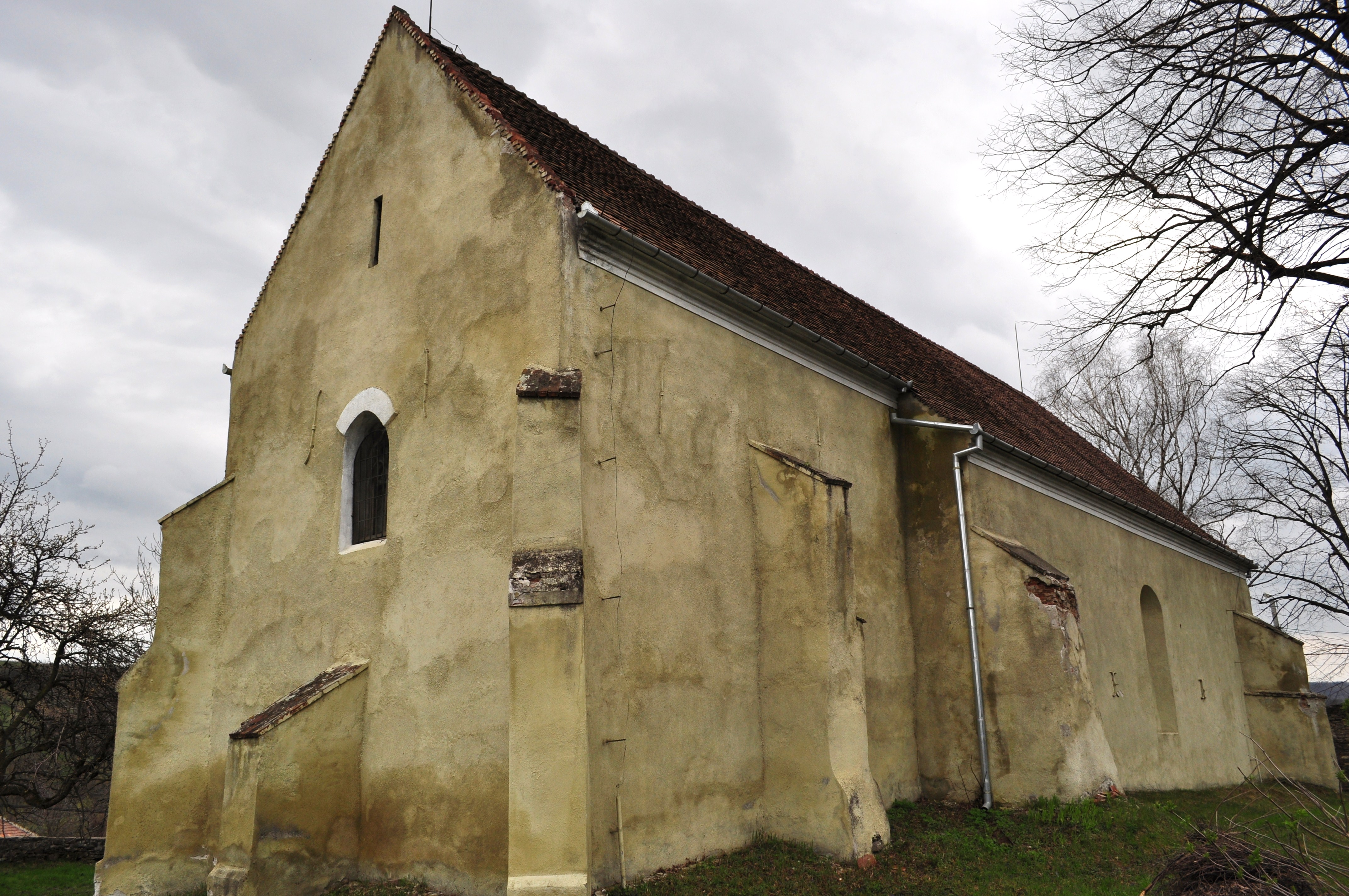
Az evangélikus erődtemplom

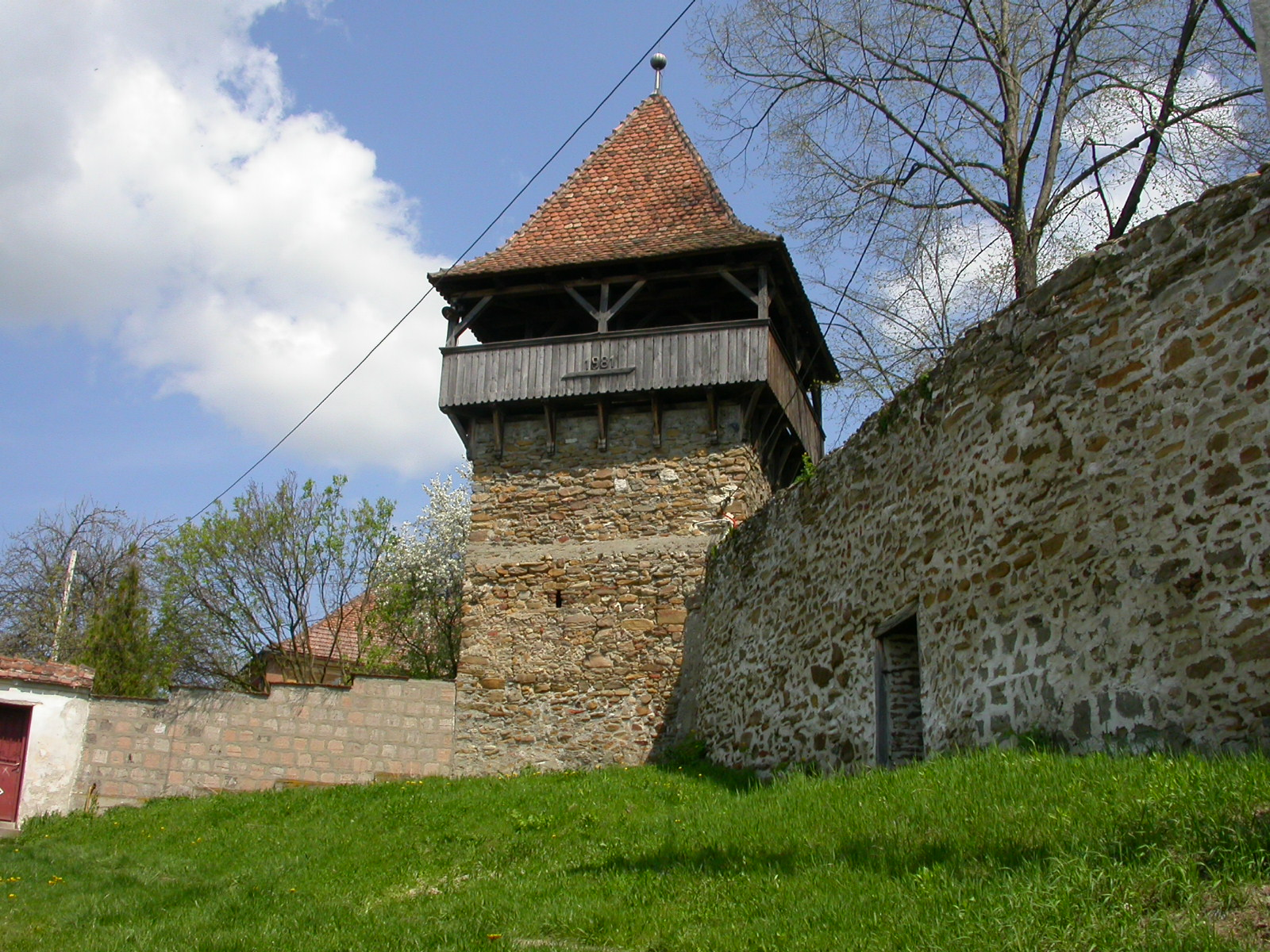

Hosszúaszó (románul Valea Lungă, 1926-ig Hususău, németül Langenthal, helyi szász nyelven Longenduel) falu Romániában, Erdélyben, Fehér megyében.

## Fekvése
A község a megye keleti felén helyezkedik el, a Nagy-Küküllő völgyében. A legközelebbi város, Balázsfalva 14 km-re található. A Kiskapus – Hosszúaszó – Balázsfalva útvonalon, a DN14B úton közelíthető meg.

## Nevének eredete
Nevében az aszó 'időszakos vízmosás'-t jelentett. 1309-ben de Longavalle, 1322-ben Huzyuazou néven említették.

## Története
1322-ben  Károly Róbert a falut a nagytalmácsi Nicolaus grófnak adományozta. A 18. században szász–román–magyar lakosságú falu volt Küküllő vármegyében. 1720-ban 72 evangélikus szász család, 1722-ben 106 református magyar, 1733-ban 130 román lélek lakta. A románok később görögkatolikus hitre tértek. Római katolikus plébániája 1769-ben alakult újjá. 1853-ban zsidó hitközség is létrejött. A zsidók felépítették zsinagógájukat, amelyet azonban a 20. század második felében leromboltak. 1876 után Kis-Küküllő vármegye egyik járásának székhelye volt. 1888-tól hetivásárokat rendezett, 1891-ben gyógyszertár nyílt benne. 1912-ben főbb birtokosai Binder A. Gusztáv és a neves borász, Szentkereszthy György voltak, aki határában rajnai rizlinget termesztett. 1922-től épült ki a vasút déli oldalán az Újfalu, a második világháború után tovább terjeszkedett, majd 1963–1964-ben Monorától hozzácsatolták a Nagy-Küküllőtől délre fekvő Stupini tanyát. Kis cigánytelepe, La Pătruț 1956 és 1968 között külön falut alkotott.

## Népessége
- 1850-ben 1601 lakosából 692 volt német, 304 román, 240 zsidó, 183 cigány és 182 magyar nemzetiségű; 751 evangélikus, 473 görögkatolikus, 240 zsidó és 137 római katolikus vallású.
- 1900-ban 1421 főből 579 volt német, 462 román és 374 magyar nemzetiségű; 580 evangélikus, 462 görögkatolikus, 122 református, 117 római katolikus, 112 zsidó, 19 unitárius és 9 ortodox vallású.
- 2002-ben 1901 lakosából 1661 volt román, 105 cigány, 99 magyar és 36 német nemzetiségű; 1518 ortodox, 176 görögkatolikus, 69 pünkösdista, 52 református, 36 evangélikus és 34 római katolikus vallású.

## Látnivalók
- A szász evangélikus erődtemplom késő gótikus stílusban, a 14. század elején épült, a 17., 18. és 19. században módosították. 118 kazettából álló festett kazettás mennyezetét 1622 és 1725 között készítették. Védőfalához korábban hat torony tartozott, ezek közül már csak kettő áll. Harangtornyát 1864-ben lebontották.
- A Szentkereszthy-kúria eredetileg 1700 körül épült, jelenleg ebben székel a községháza. Parkját Szentkereszthy György az 1860-as években különleges növényfajokkal ültette be.
- A református templom 1676-ban, tornya 1830-ban épült.
- Római katolikus temploma 1772-ben, a görögkatolikus 1823-ban épült.
- Református temetőjében a Szentkereszthy család sírboltja.
- Zsidó temető.[4]

## Híres emberek
- Itt született Friedrich Müller-Langenthal evangélikus püspök és történész (1884–1969).
- Itt született Szabó Zoltán nyelvész, egyetemi tanár (1927–2007)

## Képek

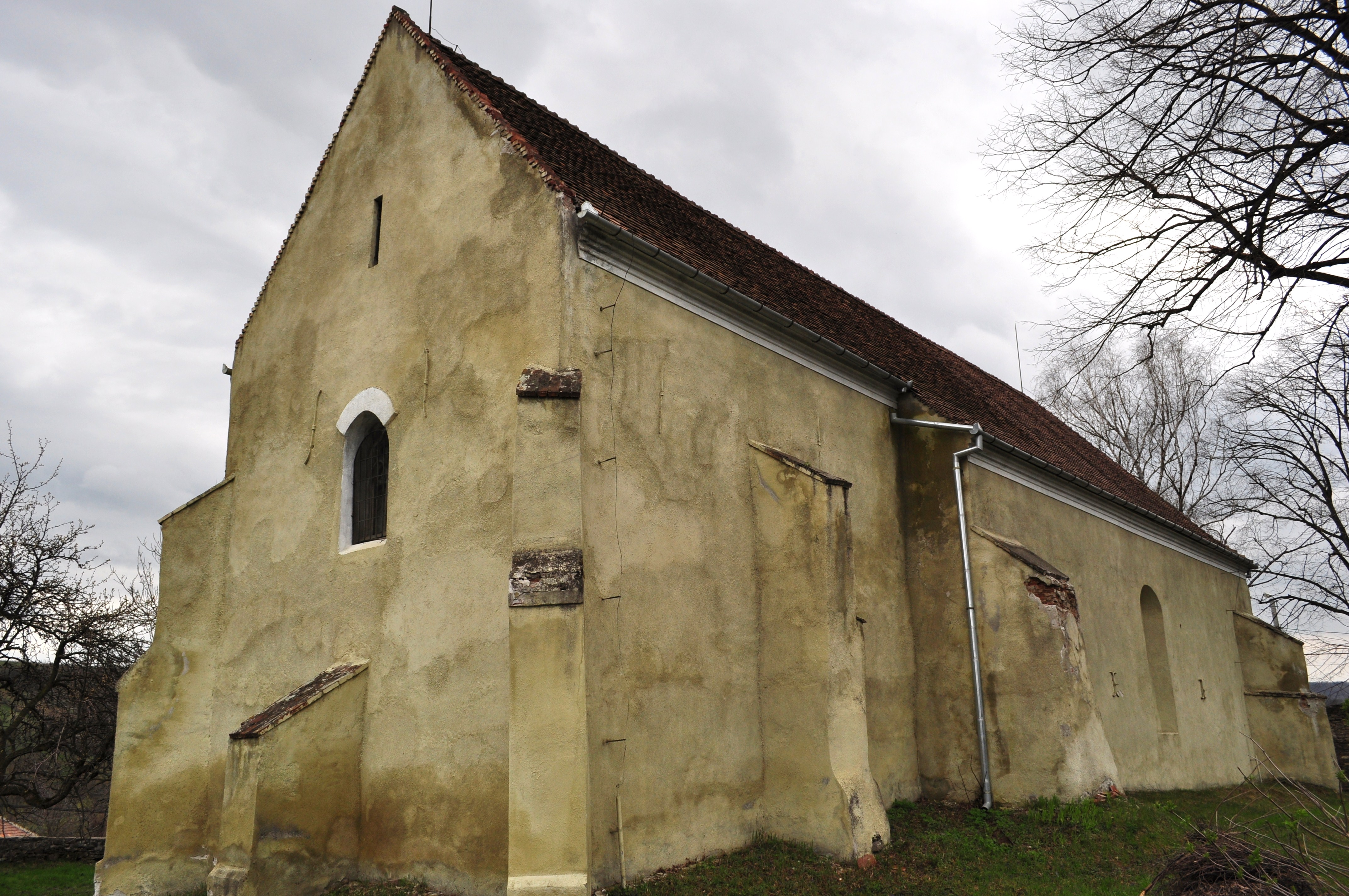
Evangélikus templom
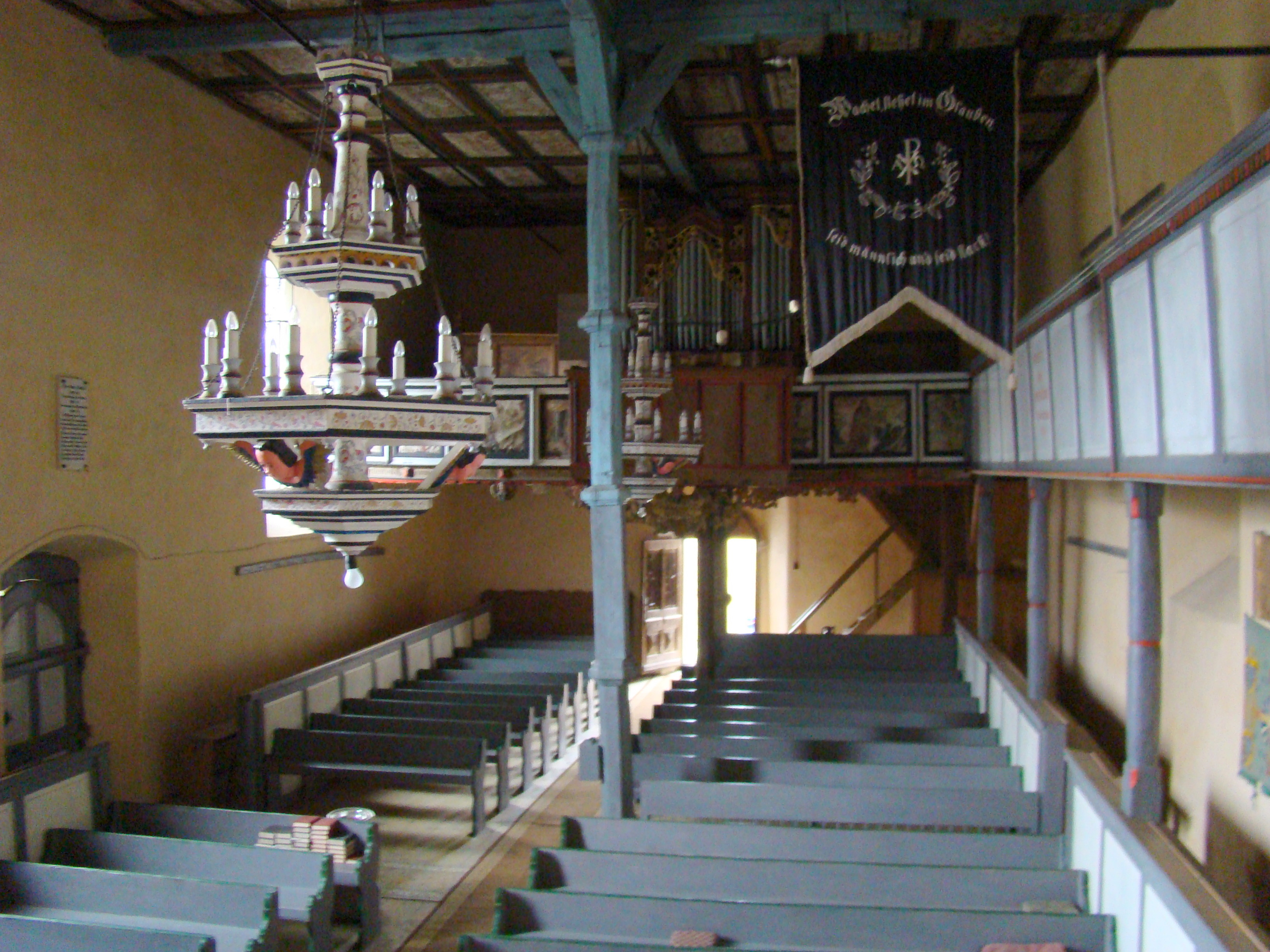
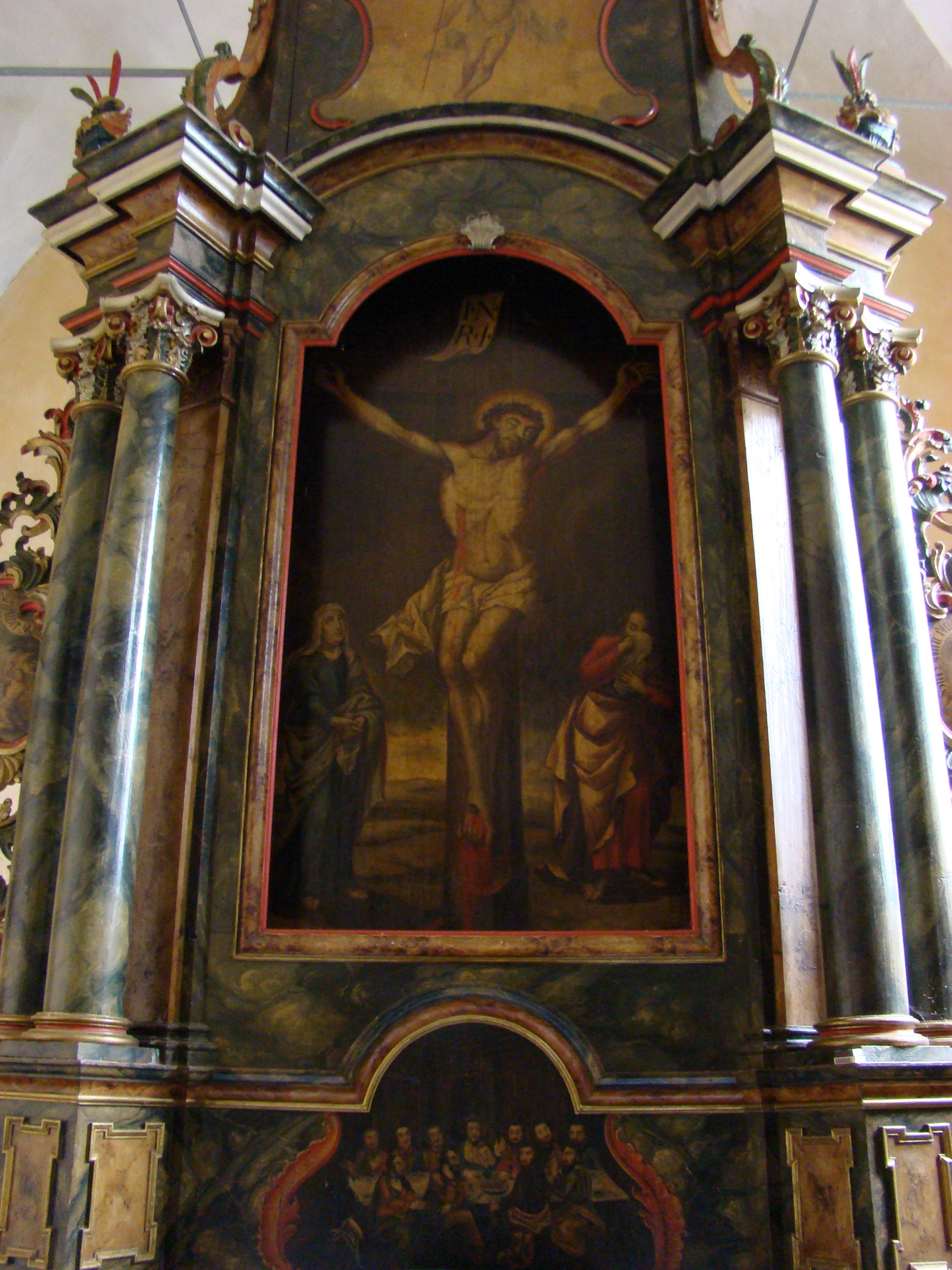
Az evangélikus templom oltárképe
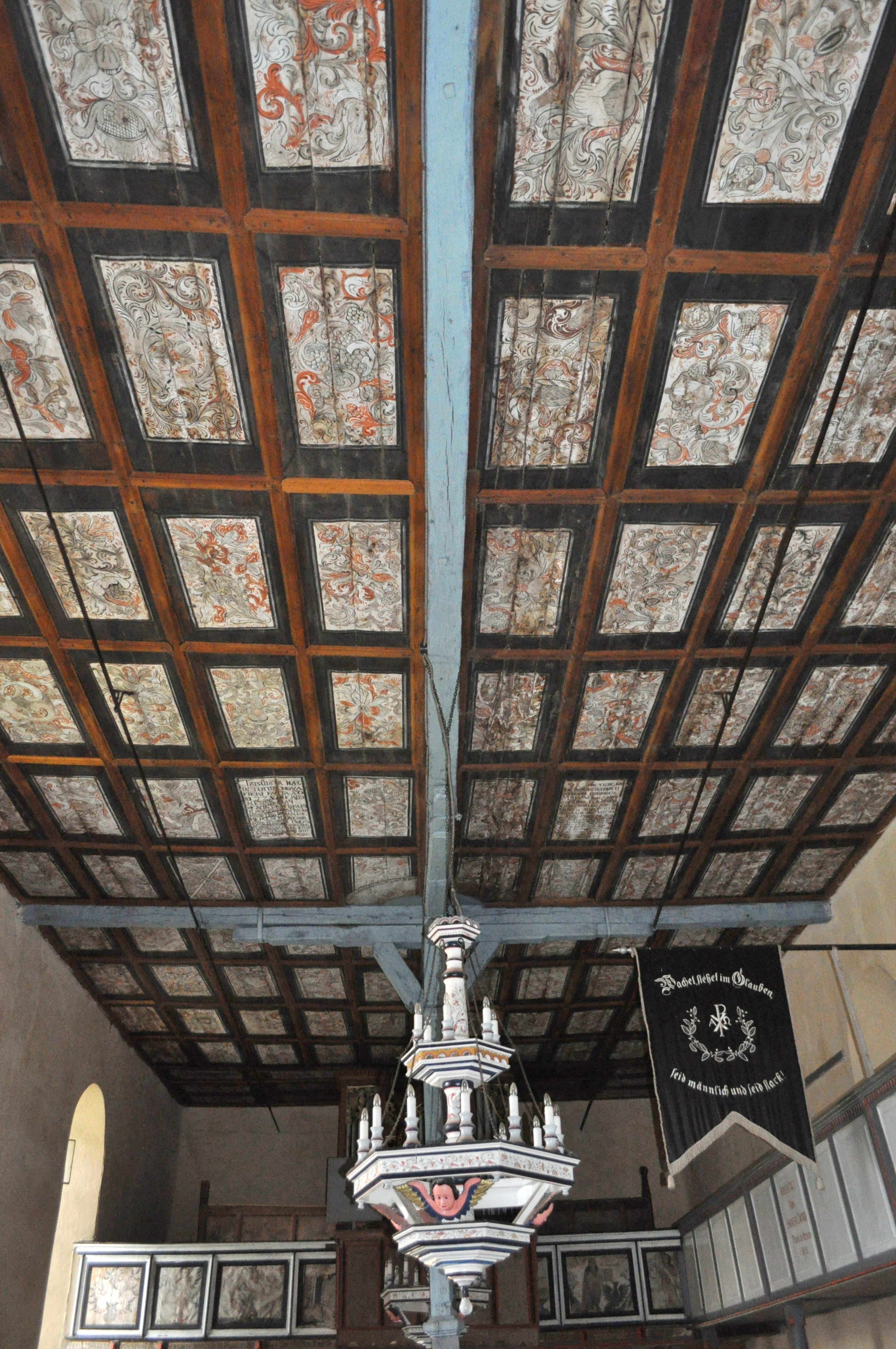
Az evangélikus templom kazettás mennyezete
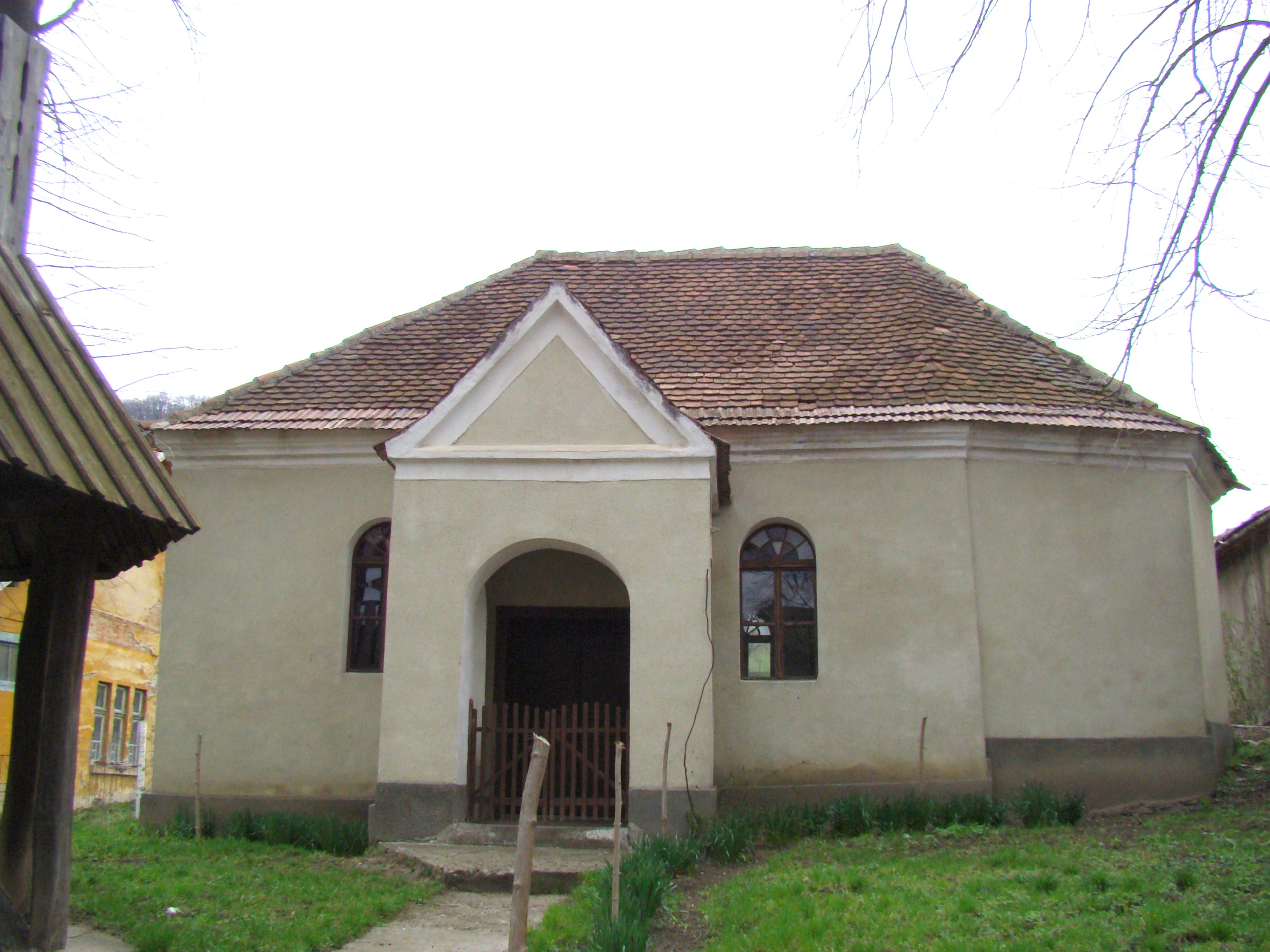
Református templom
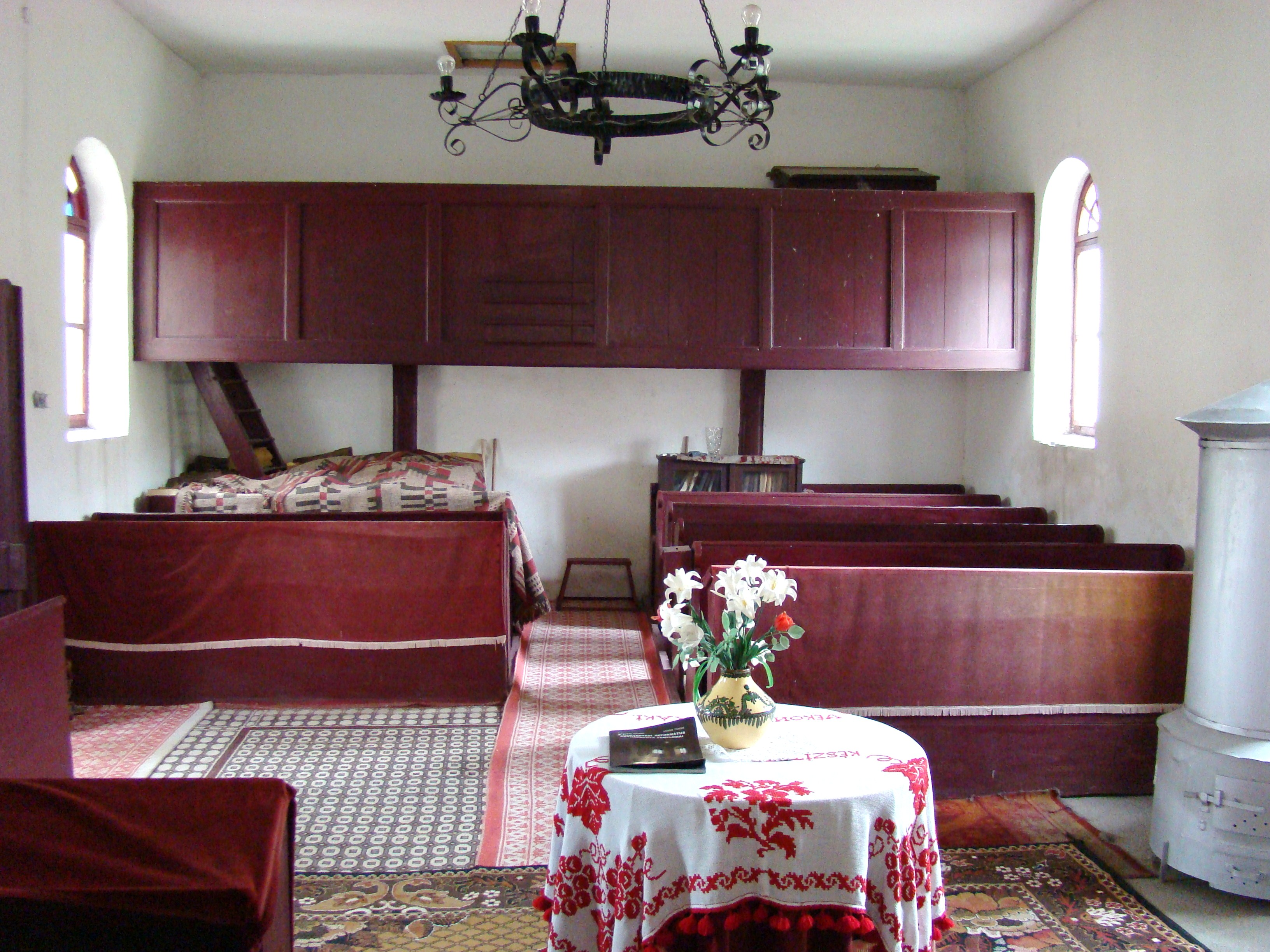
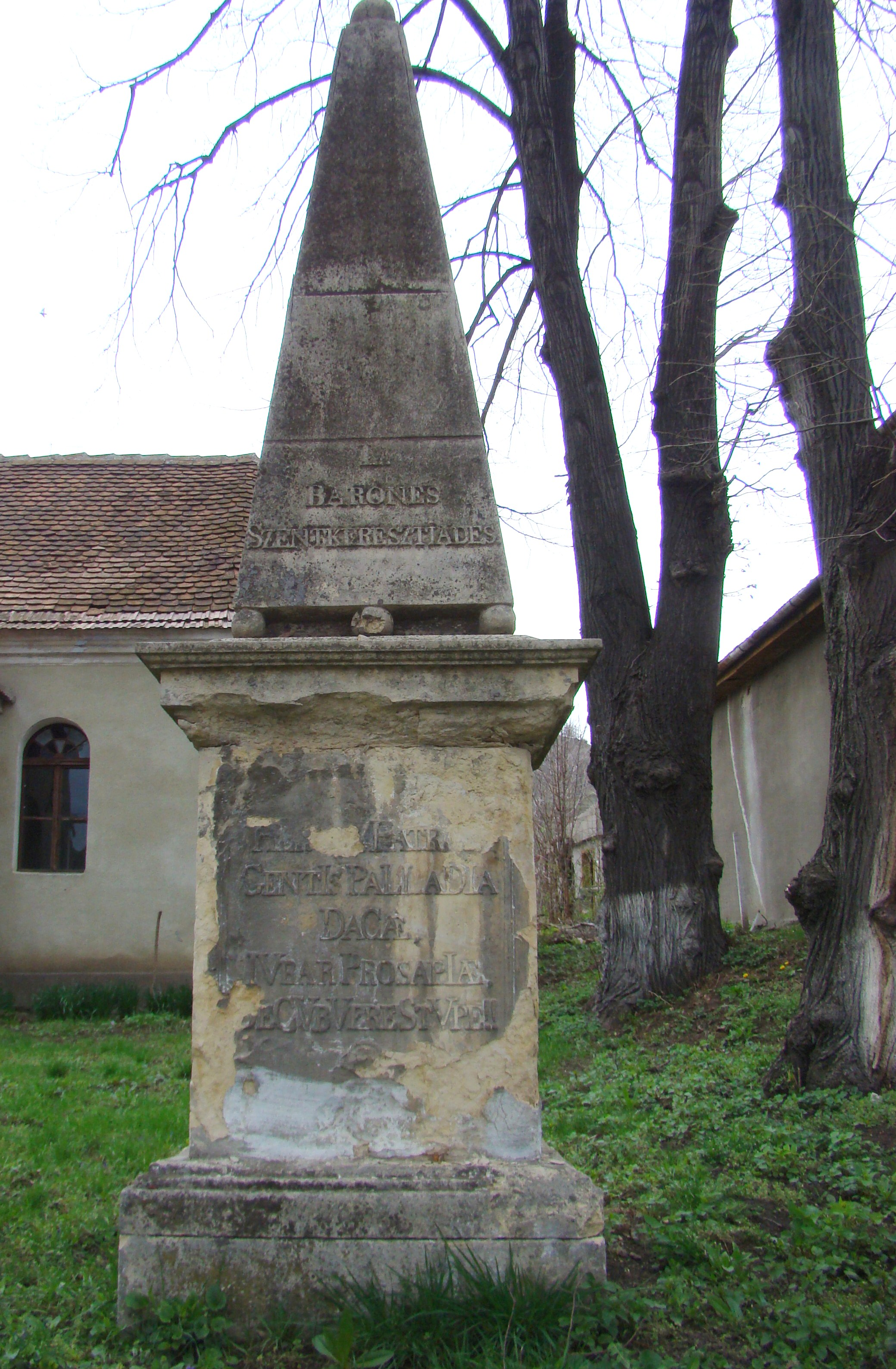
A Szentkereszthy bárók obeliszkje a református templom kertjében
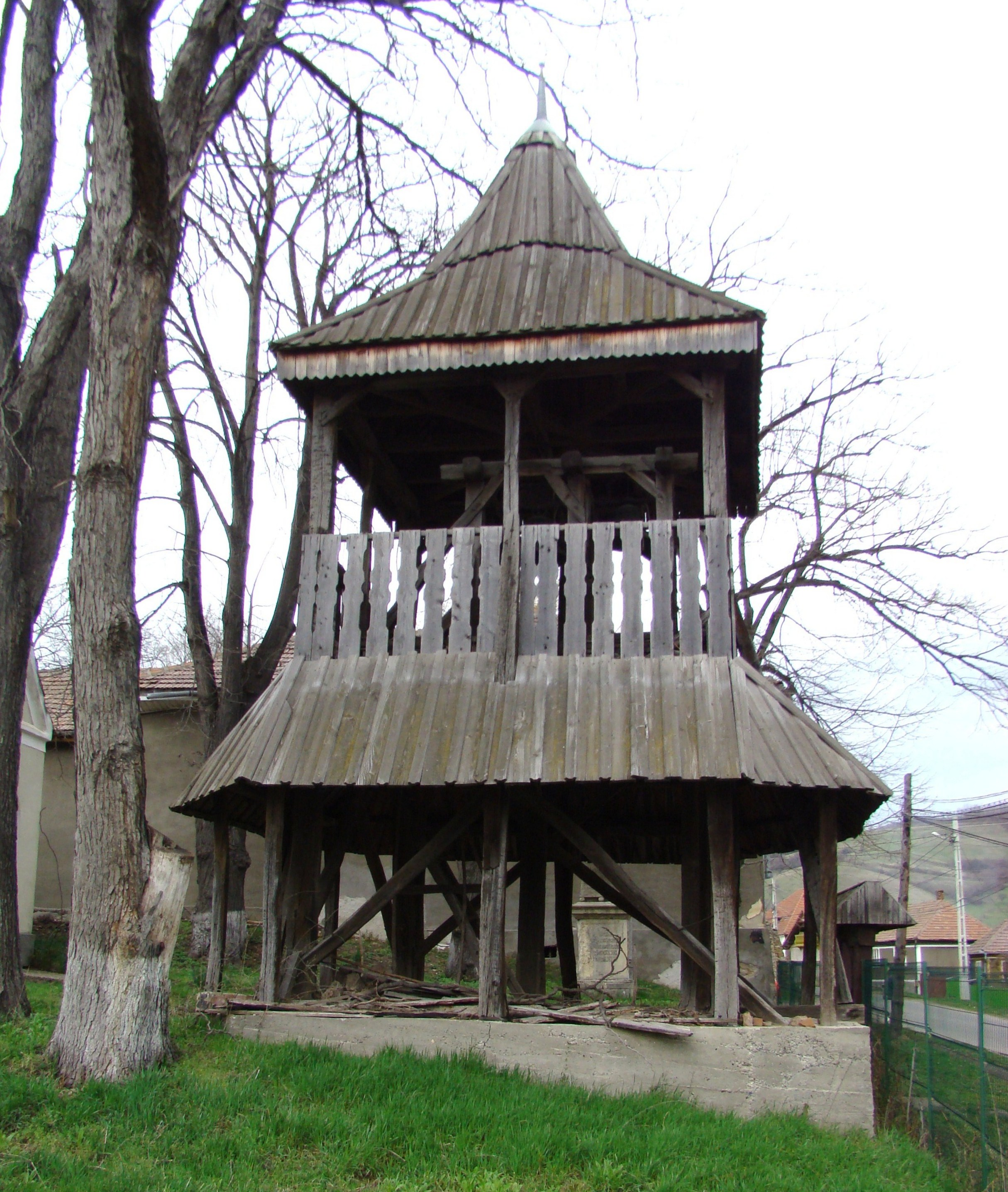
Református harangláb
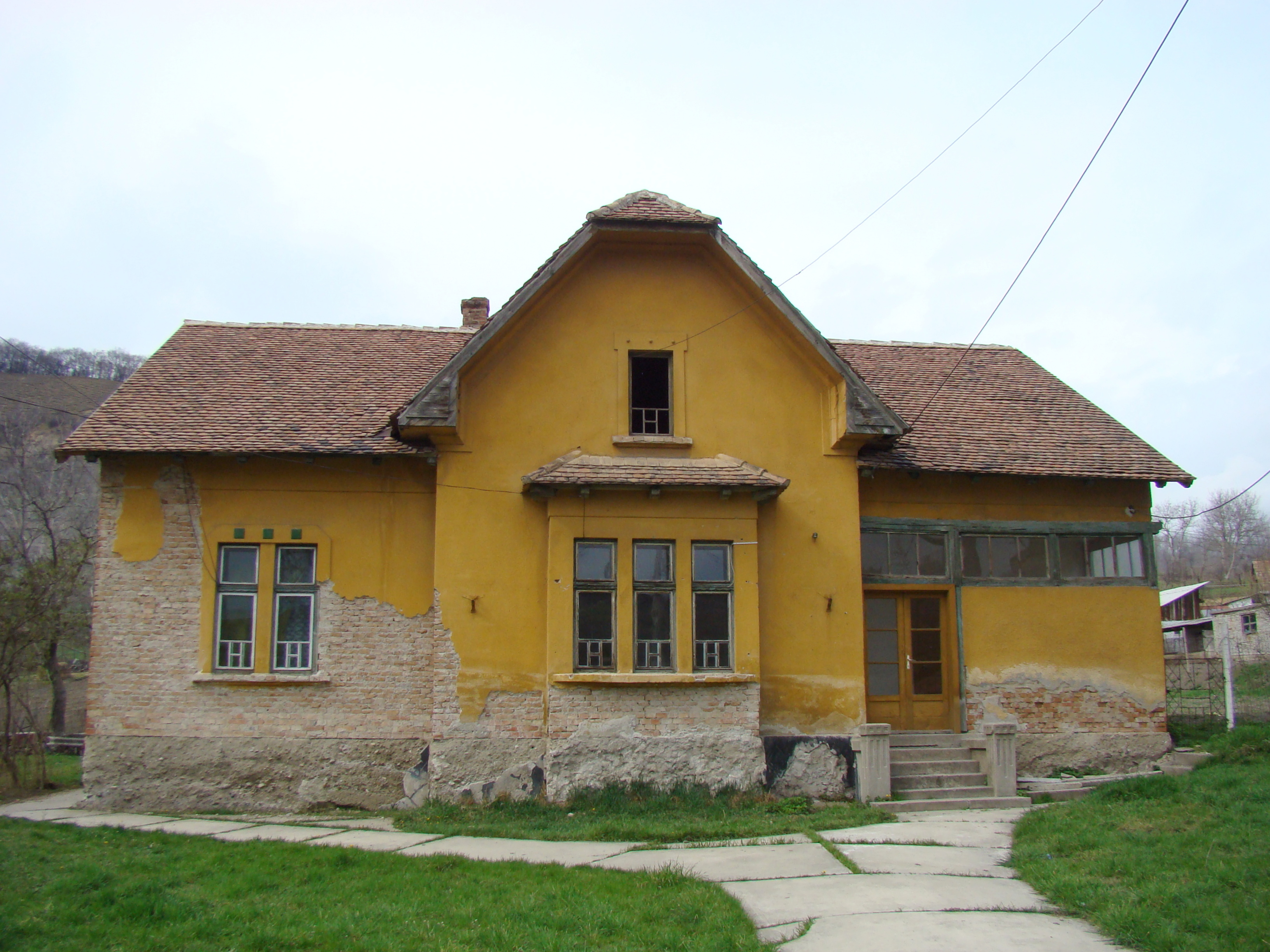
Református parókia
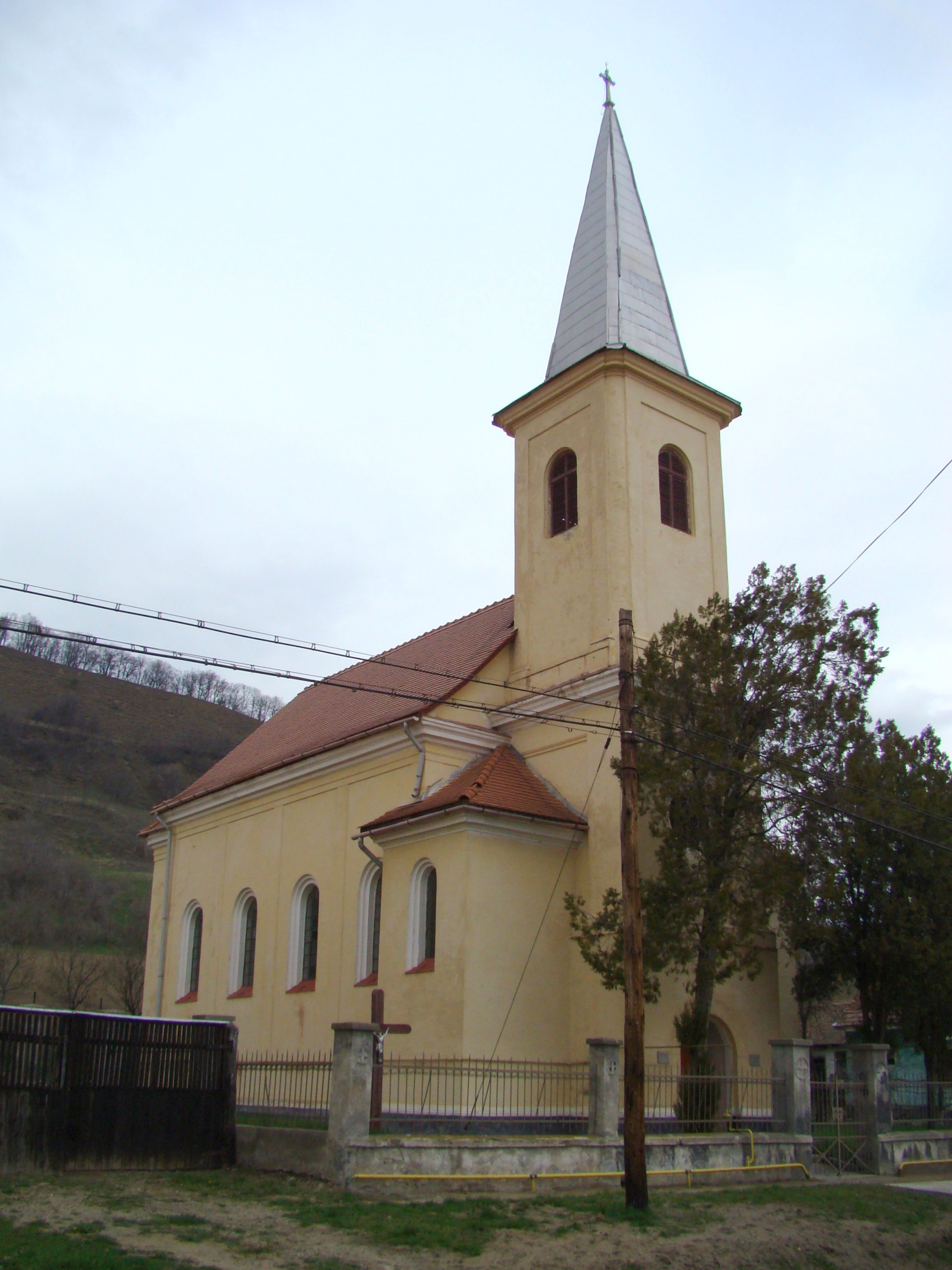
Római katolikus templom
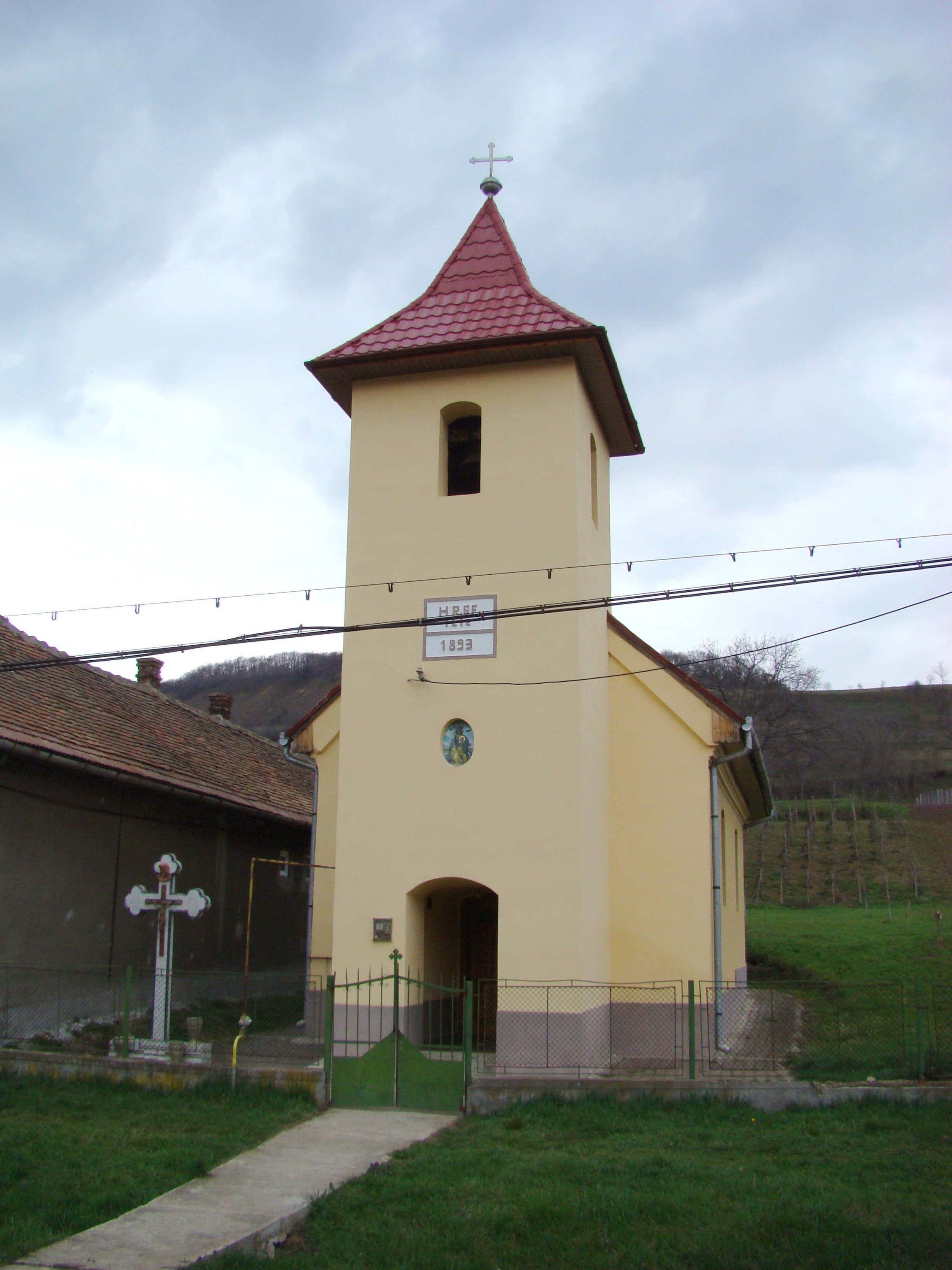
Görögkatolikus templom
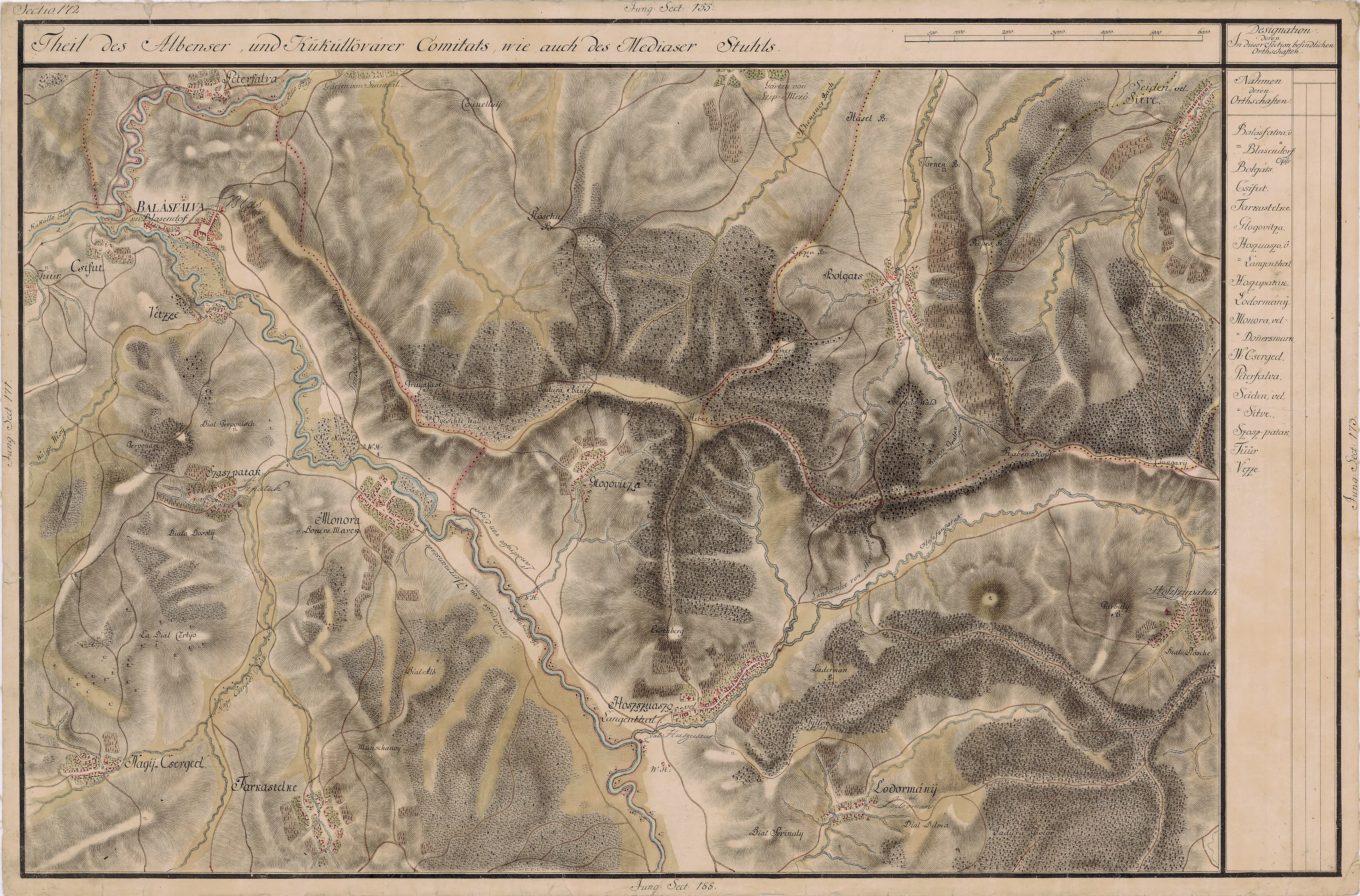
Hosszúaszó környéke 1769-1773 között